# Lethe nada
Lethe nada är en fjärilsart som beskrevs av Moore 1857. Lethe nada ingår i släktet Lethe och familjen praktfjärilar. Inga underarter finns listade i Catalogue of Life.